# Comité militaire pour le redressement national
Le Comité militaire pour le redressement national (arabe : المجلس العسكري للإنعاش الوطني, CMRN) était un gouvernement militaire de courte durée de la Mauritanie, formé après le coup d'État qui a destitué le président de longue date Moktar Ould Daddah le 10 juillet 1978, jusqu'à un deuxième coup d'État le 6 avril 1979.
Il était dirigé par le colonel Moustapha Ould Mohamed Saleck. Il est suivi d'une seconde junte, le Comité militaire de salut national (CSMN).